# 혼다 다다시
혼다 다다시(일본어: 本多 忠, ほんだ ただし, 1951년 9월 19일~)는 일본의 수영 선수로 1972년과 1976년 하계 올림픽에 참가했다.

## 경력
1970년 태국 방콕에서 열린 1970년 아시안 게임에서 2관왕에 올랐으며, 1972년 뮌헨에서 열린 1972년 하계 올림픽 100m 배영에서 8위를 했다. 그는 200m 배영 예선에서 탈락했고 400m 혼계영에서 6위를 했다.
1974년 이란 테헤란에서 열린 1974년 아시안 게임에서 지난 아시안 게임에 이어 2관왕에 오른 후 1976년 몬트리올에서 열린 1976년 하계 올림픽에 참가했다. 그는 100m 배영 예선에서 탈락했으며, 400m 혼계영에서 8위를 했다.